# Bakio (1904)
El Bakio fue un barco de vapor de construcción británica operado por la naviera española Naviera Sota y Aznar. El barco fue construido en 1904 y hundido el 30 de abril de 1916 por el submarino alemán SM U-20, el mismo sumergible que hundió el RMS Lusitania el 7 de mayo de 1915.

## Historial
El Bakio fue construido por la Campbeltown Shipbuilding Company en 1904 y vendido a la naviera española Naviera Sota y Aznar, con sede en Bilbao. El barco fue visto por última vez el 29 de abril de 1916 frente a la costa de Peniche, Portugal. El barco viajaba desde Sagunto (España) a Montreal (Canadá), transportando un cargamento de mineral de hierro. El barco fue probablemente hundido el 30 de abril de 1916 por el submarino alemán SM U-20 en el Océano Atlántico después de ser alcanzado por varios torpedos. El lugar del naufragio nunca ha sido localizado.
El hundimiento del Bakio por el SM U-20 parece contradecir el hundimiento de la goleta francesa Bernadette por parte del mismo submarino el día siguiente, 1 de mayo de 1916, al sur de Irlanda. La goleta se hundió a 700 metros (2297 pies) de la última ubicación conocida del Bakio en Peniche, y a la velocidad máxima del submarino de 15,4 nudos (28,5 km/h; 17,7 mph), habría tardado poco menos de 40 horas. para viajar desde la última ubicación conocida del Bakio hasta el lugar en el que se hundió el Bernadette.